# Cueva de Les Pedroses
La cueva de Les Pedroses está situada en la localidad asturiana de  Carmen en el concejo de Ribadesella.
Se trata de una cueva que contiene grabados de tres animales con la particularidad que no poseen cabeza. Además podemos encontrar dentro de un único panel la representación de un caballo completo con un estilo de trazo fino y partes de dos o tres figuras más. 
Contiene un yacimiento asturiense

Fue descubierta en el año 1956 por Francisco Jordá y se puede asegurar que dichas representaciones fueron realizadas en tres etapas.
Existe además un ideomorfo de tipo "orejudo".
Dentro del arte francocantábrico, el "santuario" de Les Pedroses, con sus animales sin cabeza,es de
los más principales.
- Datos: Q5794154